# Världsflyktingdagen

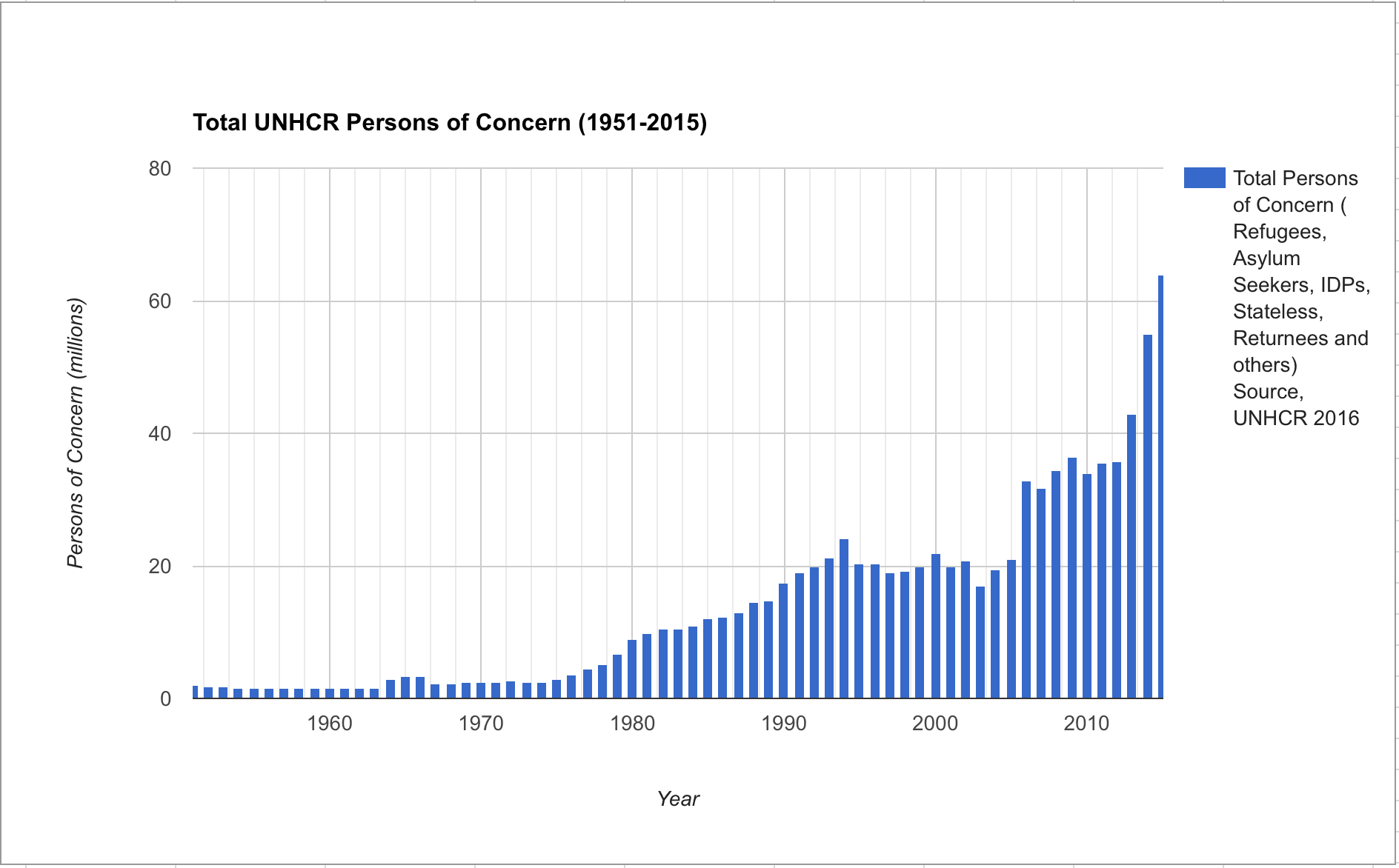
Den globala ökningen av världens flyktingar mellan 1951 - 2015.

Världsflyktingdagen (även Internationella ﬂyktingdagen) är en internationell dag som anordnas varje år den 20 juni av FN. Den är utformad för att uppmärksamma och hedra flyktingar från hela världen. Dagen grundades 20 juni 2001 som ett erkännande av 50-årsdagen av Flyktingkonventionen.
Evenemanget syftar till att erkänna styrkan hos flyktingar som har flytt från konflikter och förföljelse i sitt land i hopp om att hitta en fristad och leva ett bättre liv. Världsflyktingdagen bygger begreppet förståelse för deras situation som visar ens motståndskraft och mod i återuppbyggnaden av deras framtid.
Dagen är en möjlighet för alla att uppleva, förstå och fira den rika mångfalden i flyktinggrupperna. Händelser som teater, dans, filmer och musik syftar till att låta flyktingorganisationer, frivilliga och lagstadgade organisationer, kommunfullmäktige och skolor vara värd för evenemang under veckan för att hedra saken.
Världsflyktingdagen uppmärksammas också genom Världsflyktingveckan och är utformad för att ge en viktig chans för asylsökande och flyktingar att ses, lyssnas på och värderas av samhället som de bor i. 

## Bakgrund
En flykting är en individ som lämnar sitt land på grund av olika typer av våld som de har utsatts för i sitt hemland. Genom att  korsa internationella gränser lämnar flyktingar ofta  allt bakom sig, med bara lite kläder och få ägodelar, med planen att hitta en säker tillflyktsort i ett annat land. Flyktingkonventionen från 1951 erkänner en flykting som en individ som inte kan återvända till sitt ursprungsland på grund av rädslan för att utsättas för diskriminering och våld på grund av ras, religion, social grupp, sexuell läggning eller politiska åsikter. 